# Campionati asiatici di scherma
I Campionati asiatici di scherma sono la più importante manifestazione continentale di scherma organizzata dalla Asian Fencing Confederation.

## Edizioni
| Anno | Città                                  | Nazione       |
| ---- | -------------------------------------- | ------------- |
| 1989 | Pechino                                | Singapore     |
| 1991 | Kuala Lumpur                           | Malaysia      |
| 1993 | Tokyo                                  | Giappone      |
| 1995 | Seul                                   | Corea del Sud |
| 1997 | Tehran (maschile) Nanchino (femminile) | Iran Cina     |
| 1999 | Nanchino                               | Cina          |
| 2001 | Bangkok                                | Thailandia    |
| 2003 | Chiang Mai                             | Thailandia    |
| 2004 | Manila                                 | Filippine     |
| 2005 | Kota Kinabalu                          | Malaysia      |
| 2007 | Nantong                                | Cina          |
| 2008 | Bangkok                                | Thailandia    |
| 2009 | Doha                                   | Qatar         |
| 2010 | Seul                                   | Corea del Sud |
| 2011 | Seul                                   | Corea del Sud |
| 2012 | Wakayama                               | Giappone      |
| 2013 | Shanghai                               | Cina          |
| 2014 | Suwon                                  | Corea del Sud |
| 2015 | Singapore                              | Singapore     |
| 2016 | Wuxi                                   | Cina          |
| 2017 | Hong Kong                              | Hong Kong     |
| 2018 | Bangkok                                | Thailandia    |

## Cadetti e Junior
Asian Cadets and Juniors Fencing Championships è il campionato zonale di scherma organizzato dalla Confederazione asiatica di scherma per la zona Asia-Oceania per cadetti e junior.

### Edizioni
| #  | Year | Paese ospitante                          | Events |
| -- | ---- | ---------------------------------------- | ------ |
| 1  | 1992 | Bangkok, Thailand                        | 18     |
| 2  | 1996 | Jakarta, Indonesia                       | 18     |
| 3  | 1998 | Manila, Filippine                        | 18     |
| 4  | 2000 | Seul, Corea del Sud                      | 18     |
| 5  | 2003 | Chang Mai, Thailand                      | 18     |
| 6  | 2004 | Taipei, Taiwan                           | 18     |
| 7  | 2006 | Kuwait City, Kuwait                      | 18     |
| 8  | 2007 | Almaty, Kazakhstan                       | 18     |
| 9  | 2008 | Yanggu, Corea del Sud                    | 18     |
| 10 | 2009 | Singapore, Singapore                     | 18     |
| 11 | 2010 | Manila, Filippine                        | 18     |
| 12 | 2011 | Bangkok, Thailand                        | 24     |
| 13 | 2012 | Bali, Indonesia                          | 24     |
| 14 | 2013 | Bangkok, Thailand                        | 24     |
| 15 | 2014 | Amman, Giordania                         | 24     |
| 16 | 2015 | Abu Dhabi, Emirati Arabi Uniti           | 24     |
| 17 | 2016 | Dammam, Arabia Saudita / Manama, Bahrein | 24     |
| 18 | 2017 | Korat, Thailand                          | 24     |
| 19 | 2018 | Dubai, Emirati Arabi Uniti               | 24     |
| 20 | 2019 | Amman, Giordania                         | 24     |
| 21 | 2020 | Amman, Giordania                         | 24     |
| 22 | 2022 | Tashkent, Uzbekistan                     | 24     |

## Risultati
- 2011: http://www.asianfencing.com/fca2013/pages/results/2011-ajcfc.asp
- 2012: http://www.asianfencing.com/fca2013/pages/results/2012-ajcfc.asp
- 2013: http://www.asianfencing.com/fca2013/pages/results/2013-ajcfc.asp
- 2014: http://www.asianfencing.com/fca2013/pages/results/2014-ajcfc.asp Archiviato il 4 luglio 2015 in Internet Archive.
- 2015: http://www.asianfencing.com/fca2013/pages/results/2015-ajcfc.asp
- 2016: http://www.asianfencing.com/fca2013/pages/results/2016-ajcfc.asp
- 2017: http://www.asianfencing.com/fca2013/pages/results/2017-ajcfc.asp
- 2018: http://www.asianfencing.com/fca2013/pages/results/2018-ajcfc.asp
- 2019: http://www.asianfencing.com/fca2013/pages/results/2019-ajcfc.asp
- 2020: http://www.asianfencing.com/fca2013/pages/results/2020-ajcfc.asp[collegamento interrotto]
- 2022: http://www.asianfencing.com/fca2013/pages/results/2022-ajcfc.asp[collegamento interrotto]